# Purdue University Women's Volleyball
La Purdue University Women's Volleyball è la squadra pallavolo femminile appartenente alla Purdue University, con sede a West Lafayette (Indiana): milita nella Big Ten Conference della NCAA Division I.

## Storia
Il programma di pallavolo femminile della Purdue University nasce nel 1975. Carol Dewey è la prima allenatrice del programma, restando in carica per vent'anni. In questo periodo le Boilermakers migrano dalla AIAW Division I, scioltasi nel 1981, alla NCAA Division I, fondata nello stesso anno. Oltre a conquistare due volte la Big Ten Conference negli anni ottanta, si qualificano ben sette volte alla post-season l'Elite Eight, ossia le finali regionali, nel 1982.
Dopo un triennio con Joey Vrazel e un quadriennio con Jeff Hulsmeyer senza grandi risultati, nel 2003 il programma viene affidato a Dave Shondell, con John Shondell come allenatore associato. Le Boilermakers centrano quasi ogni anno la qualificazione al torneo NCAA, spingendosi altre quattro volte fino alle finali regionali.

## Record
| Piazzamento          |    | Edizione                                                                                 |
| -------------------- | -- | ---------------------------------------------------------------------------------------- |
| Tornei NCAA          | 26 | Elite Eight: 5 1982, 2010, 2013, 2020, 2021                                              |
| Tornei NCAA          | 26 | Sweet Sixteen: 12 1981, 1983, 1985, 1987, 2005, 2006, 2008, 2011, 2012, 2019, 2023, 2024 |
| Tornei NCAA          | 26 | Secondo turno: 7 2004, 2007, 2015, 2016, 2017, 2018, 2022                                |
| Tornei NCAA          | 26 | Primo turno: 2 1984, 1990                                                                |
| Titoli di conference | 2  | Big Ten Conference: 2 1982, 1985                                                         |

## Conference
- Big Ten Conference: 1981-

## All-America

### First Team
- Marianne Smith (1985)
- Stephanie Lynch (2008)
- Ariel Turner (2011)
- Danielle Cuttino (2017)
- Sherridan Atkinson (2018)
- Grace Cleveland (2020)

### Second Team
- Marianne Smith (1984)
- Debbie McDonald (1987, 1988, 1989)
- Andrea Drews (2015)
- Ariel Turner (2012)
- Caitlyn Newton (2021)
- Eva Hudson (2023, 2024)
- Raven Colvin (2024)

### Third Team
- Jaclyn Hart (2010)
- Valerie Nichol (2013)
- Sherridan Atkinson (2017)
- Blake Mohler (2018)
- Grace Cleveland (2019)
- Caitlyn Newton (2020)
- Chloe Chicoine (2023)

## Allenatori
- Carol Dewey: 1975-1994
- Joey Vrazel: 1995-1998
- Jeff Hulsmeyer: 1999-2002
- Dave Shondell: 2003-